# 马尔丹宫殿
马尔丹宫殿，為土耳其的一間超豪華酒店，由阿塞拜疆及俄羅斯商人捷利曼·伊斯梅洛夫所擁有，是全歐州最豪華的酒店之一，於2010年世界旅遊大獎獲選為最著名豪華酒店。不過由於酒店的開幕禮過份奢華，捷利曼·伊斯梅洛夫事後被總理普京清算，並導致了他創立的切尔基佐沃市场遭到永久查封。